# Cannone a rotaia

Principio di funzionamento di un cannone a rotaia

Un cannone a rotaia è una bocca da fuoco completamente elettrica che spara un proiettile conduttivo lungo una coppia di barre di metallo usando gli stessi principi di un motore omopolare. I cannoni a rotaia usano due contatti scorrevoli o rotanti che permettono a una grande corrente elettrica di passare attraverso il proiettile. Questa corrente interagisce con i forti campi magnetici generati dalle rotaie e questo accelera il proiettile. La U.S. Navy ha sperimentato un cannone a rotaia che accelera un proiettile di 3,2 kg a 2,4 km al secondo (7 volte la velocità del suono).
I cannoni a rotaia non devono essere confusi con:
- cannoni di Gauss (Coilgun), che sono senza contatti e usano un campo magnetico (generato da spirali esterne fissate attorno alla barra) per accelerare un proiettile magnetico
- Cannoni ferroviari, che sono dei pezzi di artiglieria molto grandi piazzati su binari e prevalentemente usati dalla Guerra civile americana alla Seconda guerra mondiale
- Rail gun, un tipo di fucile sportivo generalmente usato nel Bench rest

## Storia

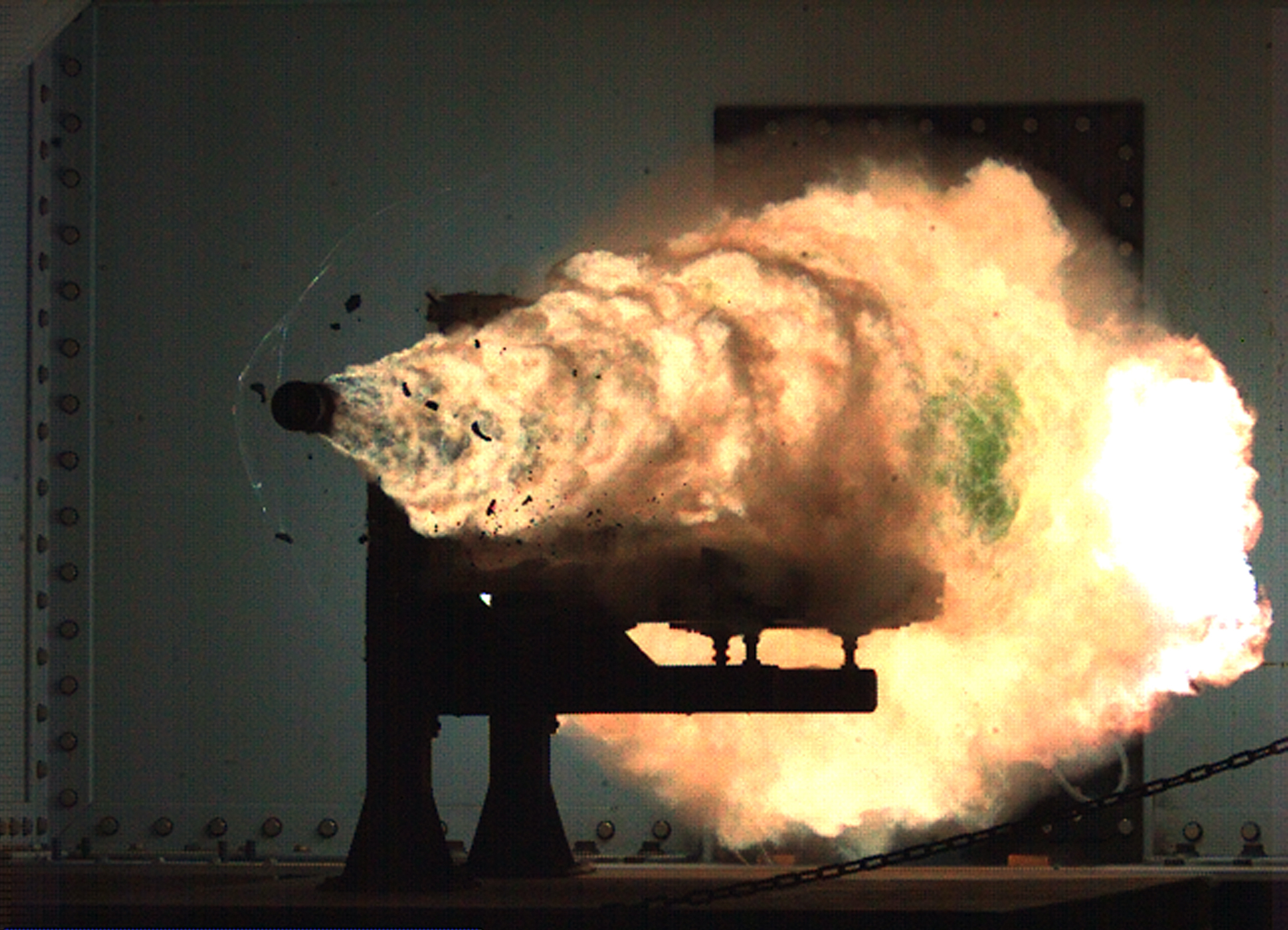
Esperimento con un cannone a rotaia del gennaio 2008 presso il Naval Surface Warfare Center statunitense. Dietro il proiettile si nota una vampata di plasma.

Nel 1918, l'inventore francese Louis Octave Fauchon-Villeplee inventò un cannone elettrico che somigliava molto ad un motore lineare. La sua invenzione consisteva in due barre conduttrici parallele collegate una con l'altra dalle ali di un proiettile, e tutto l'apparato interamente circondato da un campo magnetico. Con il passaggio della corrente dalle barre al proiettile viene indotta una forza che muove il proiettile lungo le barre fino a spararlo in volo.
Durante la Seconda guerra mondiale l'idea fu rivista dal tedesco Joachim Hänsler, e fu proposto un cannone antiaerei elettrico. Il progetto andò avanti fino al 1944, ma il cannone non fu mai costruito. Quando, dopo la guerra, i documenti del progetto furono scoperti suscitarono molto interesse e fu eseguito uno studio molto accurato, che culmina nel 1947 con una relazione che ha concluso che la realizzazione del progetto era teoricamente possibile, ma che ogni cannone avrebbe bisogno di energia sufficiente ad illuminare mezza Chicago.
Nel 1950, Sir Mark Oliphant, un fisico australiano ed il primo direttore del Research School di Scienze Fisiche alla "Università Nazionale Australiana", iniziò la progettazione e la costruzione del generatore omopolare più grande del mondo, una sorgente usata per dare energia al cannone a rotaia. In tal modo vennero costruiti su vasta scala e collaudati altri modelli, realizzati soprattutto da agenzie statunitensi, britanniche e jugoslave. I primi prototipi sviluppati avevano ancora dei problemi tecnici da risolvere per poter rimpiazzare le armi comuni. Probabilmente il primo sistema che ebbe successo fu costruito dalla Defence Research Agency britannica, sistema sul quale si sta lavorando da più di dieci anni.

## Sviluppi recenti
Attualmente, le forze armate di vari paesi stanno finanziando esperimenti sui cannoni a rotaia. Ad esempio, sono stati sviluppati cannoni lineari presso l'Institute for Advanced Technology della University of Texas at Austin in grado di lanciare proiettili perforanti al tungsteno con una energia cinetica di 9 MJ. Una energia di questa entità è sufficiente a sparare un proiettile da 2 kg alla velocità di 3 km/s e con questi dati balistici un proiettile di tungsteno o altro metallo denso è in grado di penetrare facilmente un carro armato e potenzialmente passarci attraverso.
Nell'ottobre 2006, la Naval Surface Warfare Center Dahlgren Division statunitense ha effettuato una dimostrazione con un cannone a rotaia da 8 MJ, sparando proiettili di 3,2 kg. Il cannone è il prototipo di un'arma da 64 MJ da impiegare a bordo di navi da guerra della marina. Il problema principale per l'impiego pratico di questa tecnologia è legato all'usura e successiva messa fuori uso del cannone a causa dell'estrema quantità di calore prodotto durante gli spari. Si prevede che tali armi siano abbastanza potenti da provocare effetti leggermente maggiori rispetto ad un missile BGM-109 Tomahawk, ma ad un costo più contenuto per singolo colpo. Successivamente, la BAE Systems ha consegnato alla U.S. Navy il modello 32-MJ LRG, un prototipo da 32 Megajoule.
Il 31 gennaio 2008, l'U.S. Navy ha sperimentato un cannone a rotaia che ha sparato un proiettile da 10,64 Megajoule ad una velocità alla volata di 2 520 m/s. L'arma sperimentata si prevede possa far raggiungere ai proiettili velocità maggiori di 5 800 m/s, con una precisione di tiro sufficiente a colpire un bersaglio di 5 metri da più di 200 miglia nautiche (370 km) ed una cadenza di tiro di 10 colpi al minuto. La potenza elettrica viene fornita da un nuovo prototipo di batteria di condensatori da 9 Megajoule, realizzata utilizzando commutatori allo stato solido ed elementi costituiti da condensatori ad alta densità di energia, realizzati per la specifica esigenza nel 2007. Del sistema fa parte un sistema di generazione di potenza a impulso da 32 Megajoule, sviluppato negli anni ottanta dall'US Army's Green Farm Electric Gun Research and Development Facility e aggiornato dalla General Atomics Electromagnetic Systems (EMS) Division. Si stima che il sistema sarà operativo tra il 2020 e il 2025.
Il 17 ottobre 2023 l'Acquisition, Technology & Logistics Agency (ATLA), una divisione del Ministero della Difesa giapponese, ha annunciato di aver effettuato con successo il test di un cannone a rotaia elettromagnetico capace di lanciare un proiettile in acciaio da 40 mm e 320 grammi di peso alla velocità di 6.5 Mach, a fronte di 20 MJ di energia di carica, e teoricamente capace di ingaggiare i missili ipersonici.